# Майски дни
Майските дни, понякога наричани още майски събития, се отнасят до поредица от сблъсъци между 3 и 8 май 1937 г., по време на които групи на републиканската фракция от Гражданската война в Испания се противопоставят едни на други в улични битки в различни части на Каталуния, както и в град Барселона.
В тези събития либертарианските социалистически поддръжници на Испанската революция, като анархистката Национална конфедерация на труда и антисталинистката Работническа партия за марксистко обединение, които се противопоставят на централното правителство, се изправят срещу етатисти, като републиканското правителство, каталунското правителство и Комунистическата партия на Испания, които вярват, че трябва да има силно централно правителство.
Събитията са кулминация на конфронтацията между предвоенната републиканска власт и Испанската революция, които са в постоянни борби от началото на гражданската война.

## Хронология
На 3 май 1937 г. комунистическият началник на полицията в Барселона, Еусебио Родригес Салас, нарежда на гражданската гвардия и щурмова гвардия в три бронирани превозвача да превземат телефонната централа на площад Каталуния в Барселона, която е контролирана от анархистите от началото на гражданската война и е от решаващо значение за вътрешните телефонни комуникации. Въоръжени анархисти при телеграфа оказват яростна съпротива. Анархистите от Националната конфедерация на труда / Иберийската анархистка федерация и троцкистите от Работническата партия за марксистко обединение считат това като начало на атака срещу тях: започва „война във войната“.
Докато новината за стрелбата се разпространява из града, много работници спонтанно стачкуват и в цяла Барселона са издигнати барикади. Въоръжени милиции на Работническатата партия за марксистко обединение и анархисти си пробиват път в кварталите, държани от Гражданската гвардия и комунистите, и на 4 май те на практика превземат Барселона.
От началото на боевете, на 5 май, 1 500 бойци от анархистката колона Roja y Negra, дивизията „Ленин“ на Работническата партия за марксистко обединение и 128-а бригада от 28-а дивизия се отправят от Арагонския фронт към Барселона. Те са атакувани от републикански самолети близо до Бинефар. След последвалите преговори войските се завръщат на фронта.
В същото време централното правителство изтегля военни части от фронта на Харама и ги изпраща в Мадрид. Освен това правителството нарежда на разрушителите Lepanto и Sanchez Barcaiztegui с паравоенни на борда да отплават от Валенсия до Барселона.
Правителството на Франсиско Ларго Кабайеро и генералитетът на Каталуния призовават за прекратяване на огъня и изпращат министрите анархисти Хуан Гарсия Оливер и Федерика Монсени от Валенсия в Барселона, за да посредничат за прекратяване на огъня. Когато това се оказва неуспешно, Хуан Негрин настоява Кабайеро да използва републикански войски. От своя страна Луис Компани, който оглавява Каталунския генералитет, оказва натиск върху Кабайеро да не нарушава автономията на Каталуния, използвайки войските на централното правителство.
На 6 май няколко видни анархисти са убити в апартаментите им от проправителствените ескадрони на смъртта. На следващия ден над 6 000 щурмови гвардейци пристигат на два разрушителя от Валенсия и временно поемат контрола над Барселона. Едва на 8 май безредиците напълно спират. Бойците преустановяват огъня и помагат за премахването на барикадите.